# Аждаак (вулкан)
Аждаак (вірм. Աժդահակ) — згаслий вулкан, найвища точка  Гегамського хребта висотою 3597,3 м н.р.м. Є третьою за висотою горою після Арагацу і Капутджуха на території сучасної  Вірменії.
На вершині гори розташований кратер, зайнятий озером.
З вершини вулкану відкривається краєвид гір Арарат, Атіс, Ара, Арагац, озера Севан, а також схили Гегамського хребта і долина  Котайкської області.
На Гегамському хребті, в околицях вулкану знаходиться озеро Канчгьоль (Акна вірм. Ակնալիճ), що означає «око» вірменською мовою.
Південно-східні схили Гегамських гір перетинаються з овіяним легендами Хосровським лісом.

## Геологія

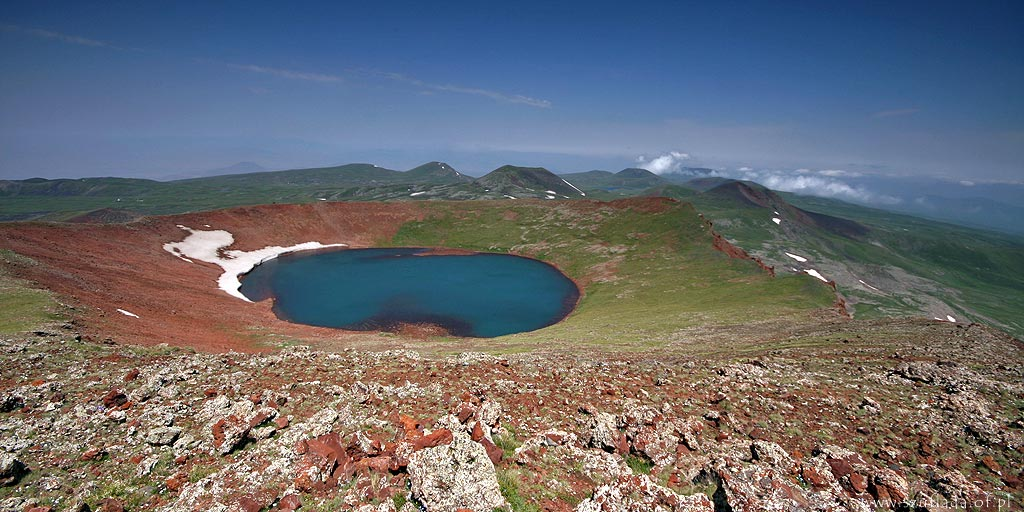
Озеро в кратері Аждаака

Складний шлаковий конус Аждаак представлений великою усіченою спорудою діаметром до 1600 м і висотою до 370 м.
Загальна площа лав вулкану, частково розмитих і перекритих потоками вулкану Тар, становить близько 8 км².
Конус складений шлаками, лапіллі, пісками, попелами, уламками, брилами лав, жужільними, крученими, композитними, веретеноподібними бомбами.

## Фауна і флора

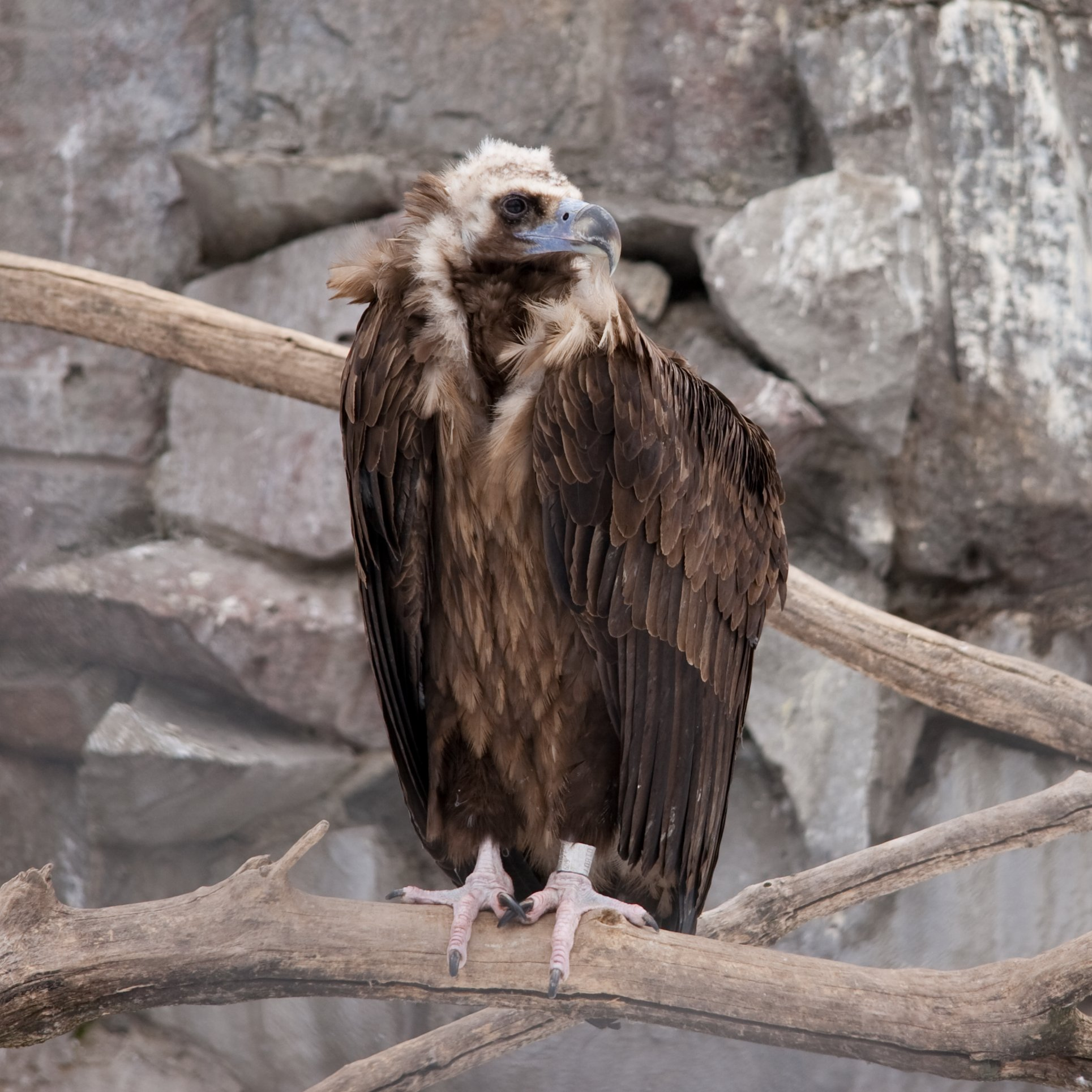
Один з представників фауни Гегамського хребта — Чорний гриф

Фауна Гегамського хребта нараховує понад 250 видів птахів, що складає 70% від усієї орнітофауни Вірменії. Кам'янисті схили є незамінним помешканням хижих птахів, таких як:
- Беркут (Aquila chrysaetos)
- Стерв'ятник (Neophron percnopterus)
- Чорний гриф (Aegypius monachus)
- Могильник (Aquila heliaca)
- Білоголовий сип (Gyps fulvus)
- Ягнятник (Gypaetus barbatus)

На схилах, укритих снігом, зустрічаються сліди бурого ведмедя.
На території Гегамського хребта та в околицях вулкану Аждаак зустрічаються такі рослини:
- Нагловатка мускусна (Jurinea moschus)
- Арабіс кавказький (Arabis caucasica),
- Кошача лапка дводомна (Antennaria dioica),
- Тирлич понтійський (Gentiana pontica),
- Цмин Палласа (Helichrysum pallasii) — рідкісний вид, занесений до Червоної книги
- Манжетки (Alchemilla grossheimii),
- Лапчатка Кранца (Potentilla crantzi),
- Сиббальдія дрібноквіта (Sibbaldia parviflora),
- Мерендера Радде (Merendera raddeana),
- Гостролодочник лазіка (Oxytropis lazica),
- Вавіловія оше (Vavilova aucheri)

## Наскельні зображення
Біля вулкана Аждаак було виявлено безліч  петрогліфів — наскельних малюнків, висічених на скелях. Зображені люди в сценах полювання і змагань, а також астрономічні тіла і явища: Сонце, Місяць, зоряні сузір'я, боліди, комети і блискавки.

## Походження назви
Перською мовою Аждаак означає «величезний», «могутній», «великий».

## Поселення поблизу Аждааку
Скотарством в Гегамський горах займаються єзиди — одне з національних меншин Вірменії, які переселяються в гори на літо, живуть у наметах сім'ями, навіть з грудними дітьми.

## Туризм
Аждаак привабливий для туристів, проте груп мало. Це пов'язано з віддаленістю від цивілізації, складнощами орієнтування, поглиблюється факторами погодних умов, такими як: грім і блискавка, град і сніг, туман аж до видимості 2-3 м.

## Ресурси Інтернету
- Вулкан Аждаак, Журнал «Ереван», N5, 2005 [Архівовано 3 травня 2014 у Wayback Machine.]
- Вулкан Аждаак. Global Volcanism Program. Смітсонівський інститут. (англ.)
- Volcano Live — John Search [Архівовано 4 березня 2016 у Wayback Machine.]
- The Mystery of Azhdahak [Архівовано 13 листопада 2012 у Wayback Machine.]
- Міфи Аждаака — Вступ [Архівовано 13 березня 2012 у Wayback Machine.]
- Геологія Аждаака [Архівовано 23 вересня 2015 у Wayback Machine.]
- Наскельні малюнки поблизу Аждаака [Архівовано 3 квітня 2015 у Wayback Machine.]
- «Аждаак — обитель драконів» [Архівовано 3 травня 2014 у Wayback Machine.]